# Hesperaloe engelmannii
Hesperaloe engelmannii là một loài thực vật có hoa trong họ Măng tây. Loài này được Krauskopf ex Baker mô tả khoa học đầu tiên năm 1880.

## Hình ảnh

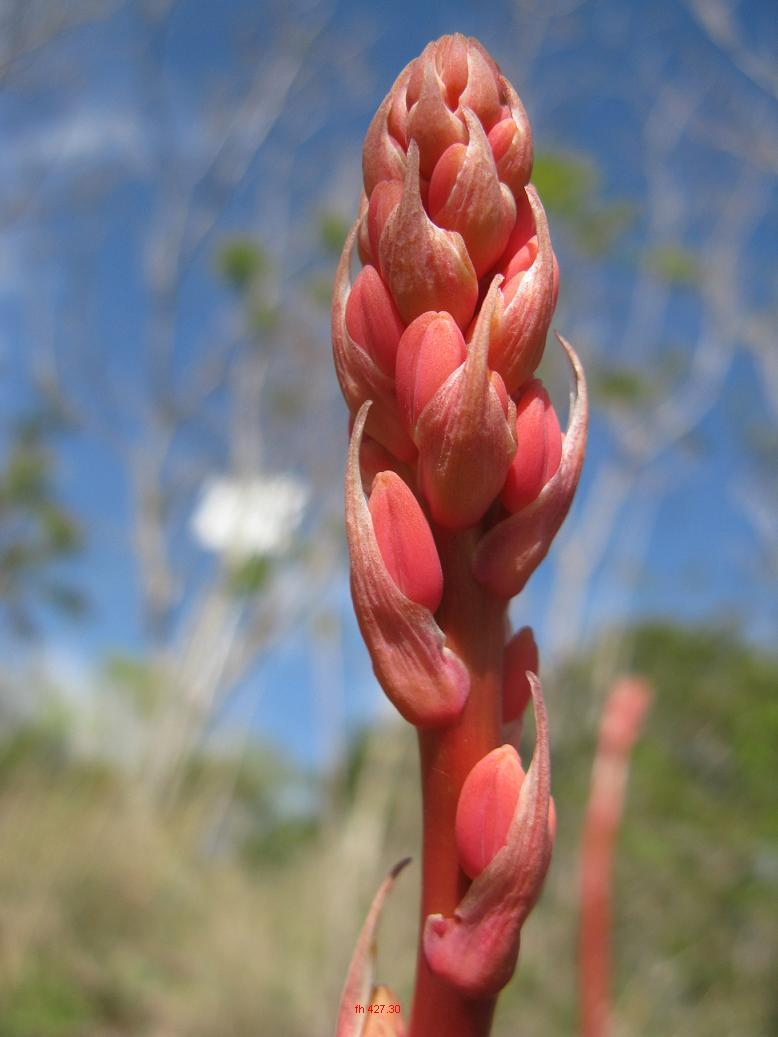
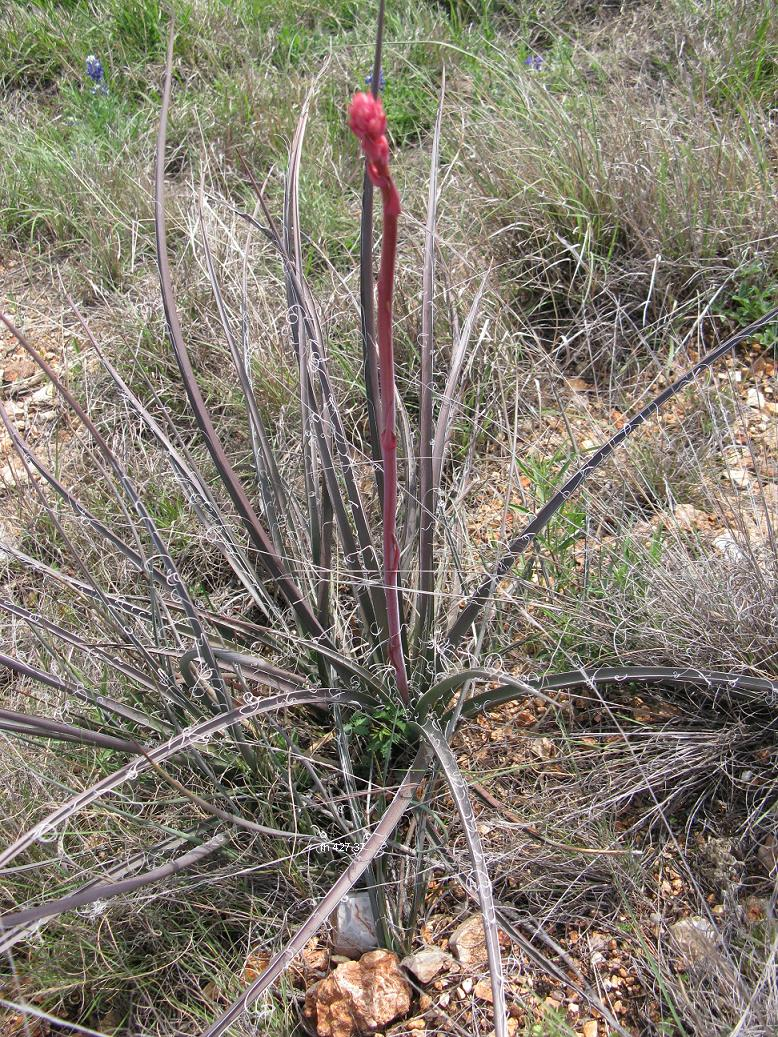